# Stazione di Borghetto San Lazzaro
La stazione di Borghetto San Lazzaro era una fermata ferroviaria posta sulla linea Piacenza-Cremona. Serviva il centro abitato di Borghetto, frazione del comune di Piacenza.

## Storia
La fermata venne attivata nel 1940 e soppressa nel 1985.
Si trovava nelle immediate vicinanze del ponte sul Nure, bombardato nel 1944 e riaperto al traffico nel 1947. Le campate provvisorie hanno determinato una forte limitazione di velocità e peso assiale, fino alla loro sostituzione (1998) ad opera del Reggimento Genio Ferrovieri.